# Opactwo terytorialne Santa Maria di Grottaferrata
Opactwo terytorialne Santa Maria di Grottaferrata – opactwo terytorialne Kościoła katolickiego obrządku bizantyjsko-włoskiego, działające wokół klasztoru bazylianów włoskich w miejscowości Grottaferrata w Lacjum. Należy do metropolii rzymskiej. Sam klasztor powstał w 1004, jednak statusem opactwa terytorialnego cieszy się dopiero od 1937. 